# Asura spurrelli
Asura spurrelli là một loài bướm đêm thuộc phân họ Arctiinae, họ Erebidae.